# Тшебинский, Анджей
Анджей Тшебинский (пол. Andrzej Trzebiński; 27 января 1922, Радгощ, Польша — 12 ноября 1943, Варшава) — польский поэт, драматург, литературный критик. Представитель «поколения Колумбов».

## Биография
Окончил гимназию имени Тадеуша Чацкого, в 1940 году начал обучение в подпольном Варшавском университете, где изучал славистики и польскую филологию. Профессора Станислава Адамчевского, который произвёл на него большое влияние, называл своим первым учителем. Как и многие его сверстники, сочетал обучение с работой (пиловальника на железной дороге) и конспиративной деятельностью. С 1942 года был связан с Конфедерацией народа — польской подпольной военно-политической организацией, действовавшей в 1940—1943 годах.
В подполье прежде всего был занят организацией литературного движения. Принимал участие в издании журнала «Искусство и народ» (пол. Sztuka i Naród) с начала его основания. Написал значительное количество программных статей, в которых формулировал задачи литературы и место в ней нового поколения творцов в условиях оккупации. В начале июня 1943 года стал главным редактором этого журнала, заняв место своего ближайшего друга Вацлава Боярского, смертельно раненного во время возложения венка на могилу Николая Коперника — акции протеста против празднования немцами 400-летнего юбилею учёного как принадлежащего к немецкой нации. Был главным редактором «Искусство и народа» до своего ареста 6 ноября 1943 года.
Тшебинский — основатель и первый руководитель «культурного движения» (пол. Ruch Kulturowy), который постулировал отсутствие разделения на партии и организации. Тшебинский был одним из соавторов манифеста «Движения», увидевший свет в № 14-15 «Искусство и народа» — в декабре 1944 года, через год после смерти поэта.
Как редактора «Искусство и народа» Тшебинского долго разыскивали немцы, но арестовали его не в связи с конспиративной деятельностью, а за «незаконные» обеды в фабричной столовой под именем Анджея Яроциньского, на которые он не имел права, так как не работал на фабрике. Своего настоящего имени Тшебинский не назвал и был расстрелян в уличной расправе на углу варшавских улиц Варецка и Новы Свят.
Анджею Тшебинскому посвящён мемуарный рассказ Тадеуша Боровского «Портрет друга».

## Произведения
Большинство произведений из наследия Тшебинского сгорело во время Варшавского восстания, уцелело всего около 400 страниц. Это стихи, драматический гротеск «Только бы поднять розу» (пол. Aby podnieść różę, в которой автор реализовал свою концепцию драмы, изложенную в статье «Лаборатория драмы»), фрагменты незаконченной повести «Цветы с заповедных деревьев» (пол. Kwiaty z drzew zakazanych), публицистические статьи и дневник.